# Ziva Postec, la monteuse derrière le film Shoah
Pour plus de détails, voir Fiche technique et Distribution.
Ziva Postec, la monteuse derrière le film Shoah est un film documentaire québécois réalisé par Catherine Hébert, sorti en 2018,,.

## Synopsis
Ziva Postec, la monteuse derrière le film Shoah retrace le travail de la monteuse Ziva Postec qui consacre six années de sa vie au film Shoah de Claude Lanzmann, un documentaire d'une durée exceptionnelle (570 minutes dans sa version française) portant sur l'extermination des Juifs par les nazis lors de la Seconde Guerre mondiale. La monteuse décrit non seulement son expérience, mais les choix qu'elle dut faire pour élaborer une trame narrative à travers 350 heures d'entrevues filmées, et ce, sans scénario ni fil conducteur, si ce n'est quelques pages d'amorce. À cet égard, Ziva Postec déclare avoir bien vite compris qu'il fallait « tout, ou presque tout inventer ».
Le documentaire de Catherine Hébert souligne ainsi les nombreuses contributions de Postec à l'œuvre phare de Lanzmann, notamment lorsqu'elle convainc le réalisateur de retourner en Pologne pour filmer les paysages et les lieux hantés par les camps d'extermination nazis afin, dit-elle, « de procurer au film sa respiration particulière et ses interludes de silence qui font que Shoah est bien un film et non une succession de têtes parlantes ». 
Au-delà de ce travail de montage colossal, Ziva Postec livre des réflexions plus intimes et pourtant, étroitement liées au film-fleuve : de ses origines juives à ses difficultés de concilier travail et famille, en passant par le manque de reconnaissance de Claude Lanzmann et des critiques de l'époque,. En réunissant des préoccupations à la fois personnelles et professionnelles, Ziva Postec, la monteuse derrière le film Shoah représente un hommage au métier de monteur.

## Fiche technique
- Titre : Ziva Postec, la monteuse derrière le film Shoah
- Titre anglais ou international : Ziva Postec, The Editor Behind the Film Shoah
- Réalisation et scénario : Catherine Hébert
- Images : Elric Robichon, Nathalie Moliavko-Visotzky et Vuk Stojanovic[5]
- Son : Mélanie Gauthier[2]
- Mixage : Jean Paul Vialard
- Montage image : Annie Jean[1]
- Musique : Ramachandra Borcar[2]
- Production : Christine Falco
  - Producteur délégué : Vuk Stojanovic
- Société de production : Les Films Camera Oscura
- Distribution : Les Films du 3 Mars
- Pays d'origine : Canada ( Québec)
- Langue originale : français, anglais, allemand, hébreu, tchèque, polonais
- Genre : documentaire
- Durée : 92 minutes
- Date de sortie :
  - Québec : 15 novembre 2018[6]

## Distribution
- Ziva Postec : elle-même
- Rémy Besson : lui-même
- Henry Rousso : lui-même[7]

## Distinctions

### Récompenses
- Prix Gémeaux 2020 : Meilleur montage dans la catégorie « affaires publiques et documentaire – Émission »[8]
- Prix Iris 2020 : Meilleur montage dans la catégorie « documentaire »[9]

### Nominations et sélections
- Rencontres internationales du documentaire de Montréal 2018 : Sélection officielle[6]
- Festival International du Documentaire de Lasalle 2019 ( DOC-Cévennes) : Sélection officielle
- Festival international du film de Rotterdam 2019 : Sélection officielle — Deep Focus « Regained » [10]
- Festival international du film de Jérusalem 2019 : Sélection officielle « In the Spirit of Freedom Competition »[11]
- Festival international du film d'Édimbourg 2019 : Sélection officielle [12]
- Festival international brésilien du documentaire É Tudo Verdade (It's All True) 2019 : Compétition dans la catégorie des longs métrages internationaux
- Festival international du film de l'Uruguay 2019 : Sélection officielle « Ojo Con el Cine »[13]
- Festival international du film de Jeonju 2019 : Sélection officielle « Cinematology »[14]
- Rendez-vous Québec Cinéma, 2020[15]

## Accueil critique
André Duchesne, journaliste de La Presse écrit : « On dit souvent que le montage d'un film est la troisième écriture, après le scénario et le tournage. Fascinante mise en abyme, ce documentaire, reflet du sens comme de l'essence du cinéma, en est le meilleur témoin ». Élie Castiel, alors rédacteur en chef de la revue Séquences, ajoute « Catherine Hébert démythifie l’exercice du montage en le situant parmi les actes nobles et bien sûr essentiels de la production cinématographique malgré, parfois, les risques encourus ».

## Analyse
Dans Ziva Postec, la monteuse derrière le film Shoah, l'utilisation de multiples travellings et de plans de chemins de fer, également rappelés hors-champs par des environnements sonores ferroviaires, témoignent de l'horreur de la Shoah et en particulier du fait qu'il s'agisse du seul génocide industrialisé de l'Histoire. Mais le documentaire décrit surtout la petite histoire dans la grande en réhabilitant le rôle qu'à joué Ziva Postec dans l'élaboration du film Shoah. À cet égard, la monteuse explique : « Faire le montage de Shoah, était-ce parler pour briser le silence de mes parents ? Leur donner une voix ? Dire pour eux, pour moi, pour ma fille ? Retrouver notre mémoire, l’assumer avec leur déchirure pour pouvoir aller au-delà sans jamais oublier ? Oui assurément, je peux le dire aujourd’hui ». Cette émancipation, rendue possible par le travail de montage évoqué par Postec, se retrouve dans le montage d'Annie Jean qui alterne entre prises de vue réelles  et images d'archives, créant ainsi un étrange rapport au temps où les spectres du passé rencontrent ceux du présent,. 
En filigrane, le documentaire Ziva Postec, la monteuse derrière le film Shoah s'interroge quant au devenir des archives, puis qu'en combinant la mémoire de Ziva Postec aux archives du film Shoah, le montage d’Annie Jean leur donne un sens nouveau. À ce sujet, l’historienne Sylvie Lindeperg évoque la « puissance spectrale » des images d’archives afin d'évoquer leur « double temporalité » : « Par cette alliance entre éloignement et proximité, le temps qui nous sépare des images d’archives invite à renouer le dialogue avec ces hommes et ces femmes filmés au seuil de leur mort, passés à l’état de fantômes qui reviennent hanter notre présent ». 

## Autour du film
C'est en 2012, lorsque Catherine Hébert rencontre Rémy Besson, chercheur à l'Université de Montréal sur le point de compléter son doctorat sur le film Shoah, que l'idée du documentaire émerge. Lors d'un entretien, la documentariste explique : « Rémy m'a expliqué la fabrication de ce film mythique et devenu une référence. [...] Il avait rencontré Ziva Postec et s'intéressait à la relation entre le réalisateur et la monteuse ». 
Ziva Postec, la monteuse derrière le film Shoah donne alors à voir des archives inédites tirées des rushes du film Shoah réalisé par Claude Lanzmann. Pour ce faire, Catherine Hébert a pu consulter le fonds d'archives rassemblant les rushes de tournage conservé au musée mémorial de l’Holocauste à Washington.